# Henrique Alexandre Monat
Henrique Alexandre Monat (Salvador, 6 de junho de 1855 – Rio de Janeiro, 3 de fevereiro de 1903) foi um médico brasileiro.
Foi eleito membro da Academia Nacional de Medicina em 1882, ocupando a cadeira 34, que tem Marcos Bezerra Cavalcanti como patrono.